# Heteronychus krombeini
Heteronychus krombeini är en skalbaggsart som beskrevs av S. Endrödi 1976. Heteronychus krombeini ingår i släktet Heteronychus och familjen Dynastidae. Inga underarter finns listade i Catalogue of Life.